# Malali, Sagar
Malali là một làng thuộc tehsil Sagar, huyện Shimoga, bang Karnataka, Ấn Độ.